# Humberto Sichel
Humberto Andrés Sichel Vicencio (Santiago, 5 de octubre de 1981) es un periodista, locutor radial y presentador de televisión chileno.

## Biografía y trayectoria
Estudió en el Colegio Calasanz de Ñuñoa. Estudió periodismo en la Universidad Diego Portales. 

### Comienzos en la radio
Comenzó su carrera periodística en espacios radiales juveniles. Su primer incursión en radio fue en 2001 coanimando La Revolución Flaite junto a Matilda Svensson en la Radio Rock & Pop.
En 2004 comenzó a trabajar en la radio Los 40 Principales, donde condujo el matinal Mala Influencia junto a Víctor Aranda (P-lo verde). El programa tuvo alta audiencia y le valió gran popularidad. Pronto fue contratado por la extinta radio juvenil FM Hit, donde condujo los programas La Ducha Teléfono y Marea Hit, este último junto con Fernando Salinas. En marzo de 2007 Salinas salió del espacio y se integraron al programa Fabrizio Copano y Alejandro D'Apremont "Chico Jano".

### Comienzos en la televisión
En la misma época que se hacía conocido en radio empezó a tener apariciones en espacios televisivos juveniles de canales como Vía X, conduciendo el programa Noventas y VHS, y breves apariciones en Xpress (noticiero musical). En 2006 participó en el programa Chile elige de Televisión Nacional de Chile (TVN), y en 2007 apareció en Canal 13 ciertos días en el misceláneo Alfombra Roja.
En 2008 regresó a las pantallas de Vía X para hacer Blog TV, un programa juvenil junto a Nara Back, integrante del grupo electro pop Lulú Jam. Ese mismo año condujo un documental sobre Lautaro, para el programa bicentenario Grandes chilenos de TVN. Estuvo en la conducción de Blog TV hasta 2009, cuando el programa terminó, pero siguió a cargo del noticiero Xpress Central.

## Etapa adulta
En 2010 se integró a Radio Horizonte para realizar el matinal Cereal Horizonte de corte político-misceláneo. En junio de este mismo año reemplaza a Ignacio Franzani en la conducción del programa de conversación de actualidad Cadena Nacional en Vía X, para tomar definitivamente su conducción en la temporada 2011.
En marzo de 2013 se integró al personal de Radio Universo para conducir el programa de actualidad El Pulso.
En julio de 2014 dejó definitivamente Vía X para emigrar a Chilevisión, donde asumió la conducción del noticiero de trasnoche Última mirada, en reemplazo de Fernando Paulsen quien realizaba estudios en Estados Unidos. Con el regreso de Paulsen a inicios de 2017, Sichel pasó a conducir Chilevisión Noticias AM. A mediados de ese año también conduce el programa de debate Aquí está Chile, emitido por Chilevisión en conjunto con CNN Chile.

## Vida personal
Mantuvo una relación con la periodista María Elena Dressel y con Jacinta Besa. Desde 2018 está en una relación con la también periodista de Chilevisión Macarena Pizarro.